# Ashley Hugill
Ashley Hugill (n. 28 septembrie 1994, York, Anglia, Regatul Unit) este un jucător englez de snooker. 